# Thomas Lough
Thomas Lough, P.C. (1850 - 11 de janeiro de 1922) foi um político liberal britânico.
Ele nasceu em Cavan, Irlanda, filho de Mathew Lough e Martha Steel, e foi educado na Real Escola de Cavan e na Wesleyan Connexional School, Dublin. 
Ele trabalhou como comerciante de chá em Londres a partir de 1880. Era um candidato mal sucedido para Truro pelos liberais na eleição geral de 1886 e em 1888 nomeou Ramsay MacDonald como um secretário particular. Lough foi eleito membro do Parlamento para Islington Ocidental desde 1892 até 1918. Ele foi parlamentar Secretário do Conselho de Educação de 1905 até 1908. 
Thomas, juntamente com seu irmão mais novo Arthur Steel Lough foram pioneiros da Drummully Agricultural Co-operative & Dairy Society em 1896, depois de formar a Killeshandra Co-operative Agricultural Dairy Society e evoluiu para se tornar uma das maiores empresas de laticínios da Irlanda, agora internacionalmente conhecido como Lakeland Dairies. 
Ele era lorde-tenente de Cavan de 1907 até sua morte, e foi nomeado Conselheiro Privado em 1908. Como parte dessa posição, ele era Custos Rotulourm para o condado de Cavan.